# Abierto Zapopan
Abierto Zapopan – żeński turniej tenisowy kategorii WTA 250 zaliczany do cyklu WTA Tour, rozgrywany na twardych kortach w meksykańskiej Guadalajarze. W 2019 roku turniej należał do cyklu WTA 125K series.

## Mecze finałowe

### Gra pojedyncza
| Rok  | Mistrzyni                                              | Finalistka                                             | Wynik                                                  |                                                        |
| 2022 | Sloane Stephens                                        | Marie Bouzková                                         | 7:5, 1:6, 6:2                                          |                                                        |
| 2021 | Sara Sorribes Tormo                                    | Eugenie Bouchard                                       | 6:2, 7:5                                               |                                                        |
| 2020 | Turniej nie był rozgrywany z powodu pandemii COVID-19. | Turniej nie był rozgrywany z powodu pandemii COVID-19. | Turniej nie był rozgrywany z powodu pandemii COVID-19. | Turniej nie był rozgrywany z powodu pandemii COVID-19. |
| 2019 | Wieronika Kudiermietowa                                | Marie Bouzková                                         | 6:2, 6:0                                               |                                                        |

### Gra podwójna
| Rok  | Mistrzynie                                             | Finalistki                                             | Wynik                                                  |                                                        |
| 2022 | Kaitlyn Christian Lidzija Marozawa                     | Wang Xinyu Zhu Lin                                     | 7:5, 6:3                                               |                                                        |
| 2021 | Ellen Perez Astra Sharma                               | Desirae Krawczyk Giuliana Olmos                        | 6:4, 6:4                                               |                                                        |
| 2020 | Turniej nie był rozgrywany z powodu pandemii COVID-19. | Turniej nie był rozgrywany z powodu pandemii COVID-19. | Turniej nie był rozgrywany z powodu pandemii COVID-19. | Turniej nie był rozgrywany z powodu pandemii COVID-19. |
| 2019 | Maria Sanchez Fanny Stollár                            | Cornelia Lister Renata Voráčová                        | 7:5, 6:1                                               |                                                        |